# 7271 Doroguntsov
A 7271 Doroguntsov (ideiglenes jelöléssel 1979 SR2) a Naprendszer kisbolygóövében található aszteroida. Nyikolaj Sztyepanovics Csernih fedezte fel 1979. szeptember 22-én.